# Канада на літніх Олімпійських іграх 1900
Канада дебютувала на літніх Олімпійських іграх 1900 і була представлена чотирма спортсменами в легкій атлетиці. За результатами змагань команда зайняла 13-е місце в загальнокомандному заліку.

## Медалісти

### Золото
|   |              |                                            |
| № | Спортсмени   | Вид спорту (дисципліна)                    |
| 1 | Джордж Ортон | Легка атлетика (2500 метрів з перешкодами) |

### Бронза
|   |              |                                         |
| № | Спортсмени   | Вид спорту (дисципліна)                 |
| 1 | Джордж Ортон | Легка атлетика (400 метрів з бар'єрами) |

## Результати змагань

### Легка атлетика

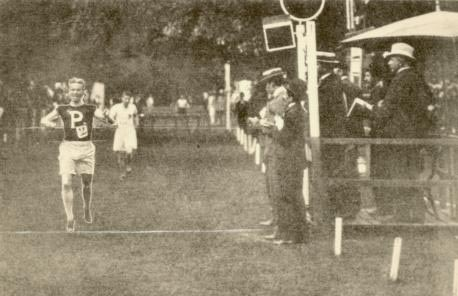
Джордж Ортон фінішує в забігу на 2500 метрів з перешкодами

| Змагання                  | Спортсмени         | Попередні забіги | Попередні забіги | Фінал      | Фінал      |
| Змагання                  | Спортсмени         | Результат        | Місце            | Результат  | Місце      |
| ------------------------- | ------------------ | ---------------- | ---------------- | ---------- | ---------- |
| 800 метрів                | Александер Грант   | невідомий        | 6-7              | не пройшов | не пройшов |
| 1500 метрів               | Джордж Ортон       |                  |                  | DNS        | DNS        |
| Марафон                   | Дік Грант          |                  |                  | невідомий  | 6-7        |
| Марафон                   | Рональд Макдональд |                  |                  | невідомий  | 6-7        |
| 200 метрів з бар'єрами    | Джордж Ортон       |                  |                  | DNS        | DNS        |
| 400 метрів з бар'єрами    | Джордж Ортон       | 1:00.2           | 2                | 58:8       | 3          |
| 2500 метрів з перешкодами | Джордж Ортон       |                  |                  | 7:34,4     | 1          |
| 4000 метрів з перешкодами | Джордж Ортон       |                  |                  | невідомий  | 5          |
| 4000 метрів з перешкодами | Александер Грант   |                  |                  | DNF        | —          |